# Wielki Wschód Luzytanii
Wielki Wschód Luzytanii (port. Grande Oriente Lusitano, GOL; często także: Grande Oriente Lusitano – Maçonaria Portuguesa; wcześniej: Grande Oriente Lusitano Unido, GOLU) – najstarsza obediencja wolnomularska w Portugalii założona w 1802. Reaktywowana po obaleniu dyktatury w 1974. Obecnie liczy około 2 tysięcy braci.

## Historia

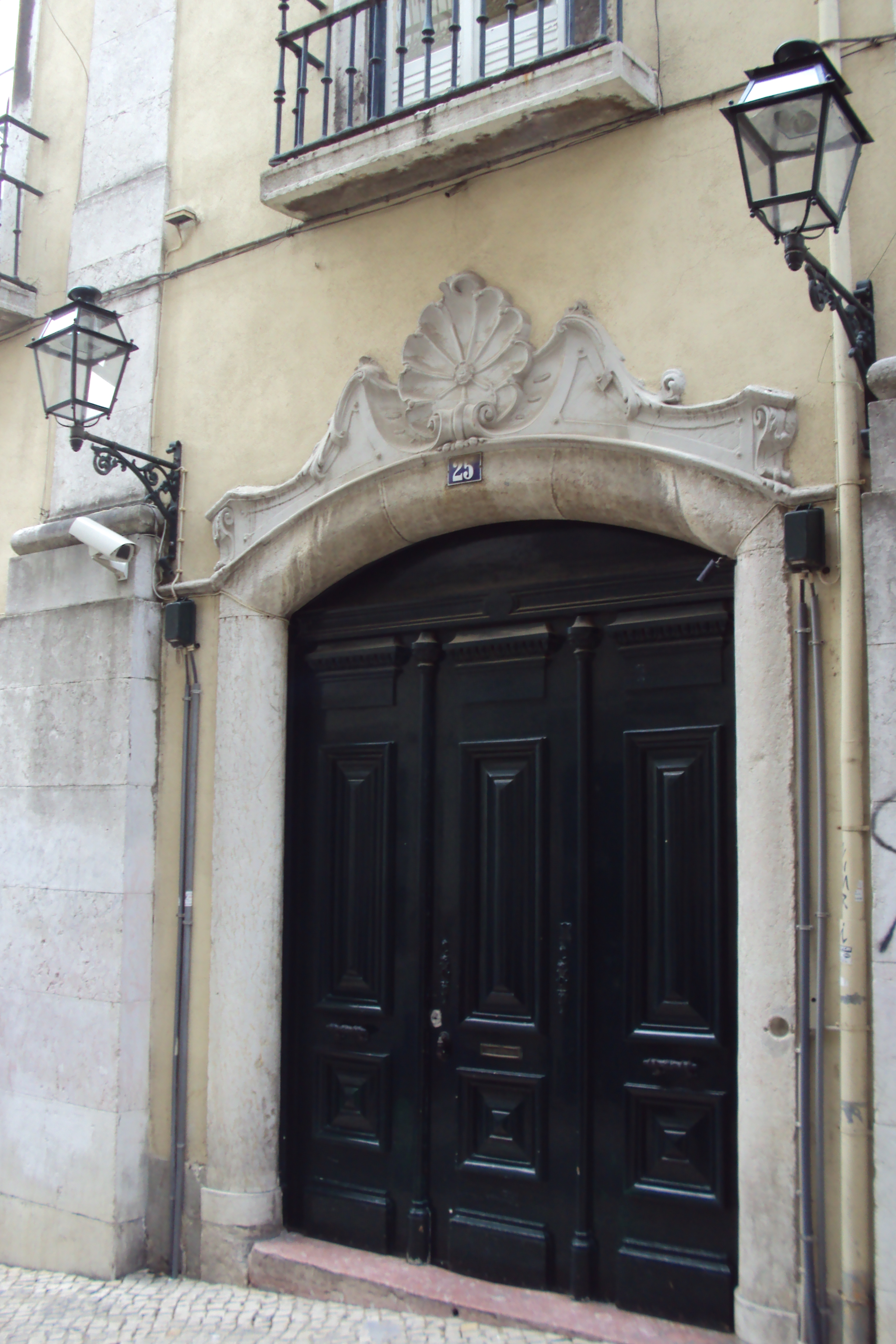
Wejście do siedziby Wielkiego Wschodu Luzytanii (GOL) w Lizbonie.

Pierwsza loża wolnomularska w kraju (nazwana przez inkwizycję „Hereges Mercadores”) powstała w 1727 w Lizbonie i była przeznaczona dla brytyjskich kupców wyznania protestanckiego przebywających w Portugalii. W 1735 roku loża została podporządkowana Wielkiej Loży Londynu i otrzymała numer porządkowy 135 (następnie 120). W 1733 rozpoczęła działalność kolejna loża, tym razem skupiająca w większości katolików irlandzkiego pochodzenia (głównie kupców i najemników w wojsku portugalskim, ale także marynarzy, lekarzy i braci dominikanów), pod nazwą „Dom Królewski Wolnych Mularzy Luzytanii” (port. Casa Real dos Pedreiros-Livres da Lusitânia). W wyniku antymasońskiej bulli papieża Klemensa XII z 1738 roku loża uległa samorozwiązaniu, a część bractwa wyznania protestanckiego przyłączyła się do innej placówki. W 1741 powstała trzecia loża w historii Portugalii założona przez szlifierza diamentów szwajcarskiego pochodzenia (obywatela Wielkiej Brytanii) Johna Coustosa, która jednoczyła około trzydziestu cudzoziemców mieszkających w Portugalii. Poza wielkim mistrzem Coustosem loża skupiała w większości katolików. W 1743 loża została zadenuncjowana Świętej Inkwizycji, a jej bracia aresztowani, poddani torturom i skazani (w tym na karę galery). W wyniku interwencji czynników zewnętrznych zwolniono ich pod warunkiem wyjazdu z kraju. W wyniku procesu działalność masonerii w kraju osłabła na dwa dziesięciolecia. Za rządów markiza Pombala, który sam był masonem inicjowanym poza granicami kraju, wolnomularstwo cieszyło się tolerancją władz. Od 1763 działała w Lizbonie loża angielska, a także francuska i mieszana: wojskowo-cywilna. W 1768 powstała loża w Funchal skupiająca lokalną szlachtę i burżuazję (na jakiś czas uśpiona i obudzona w 1779). Pod koniec XVIII wieku istniały również loże w Coimbrze, Valença i Porto. W latach 1791–1792 nastąpiły ponownie prześladowania masonerii, które zakończyły się likwidacją lóż. W 1797 w związku z desantem brytyjskiego korpusu ekspedycyjnego w Portugalii masoneria odzyskała swą pozycję: w 1798 założona w Lizbonie 4 loże brytyjskie podporządkowane Wielkiej Loży Londynu, z których jedna (nr 315) skupiała również cywili i Portugalczyków. Właśnie loża „União” (port. „Związek”, „Unia”) dała podwaliny pod budowę narodowej masonerii w Portugalii.

## Powstanie Wielkiego Wschodu Luzytanii

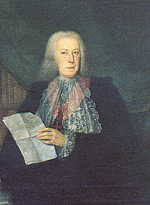
Jednym z najbardziej znanych masonów był w Portugalii Sebastião José de Carvalho e Melo znany bardziej jako markiz Pombal.

W wyniku wzrostu lóż wolnomularskich na terenie Portugalii zaszła potrzeba założenia odrębnej obediencji. W 1801 roku w domu Gomes Freire de Andrade nastąpiło zebranie około 200 masonów, na którym postanowiono o powołaniu do życia Wielkiej Loży lub Wielkiego Wschodu Portugalii w miejsce Komisji Urzędowej (Comissão de Expediente) złożonej z sześciu członków, która dotychczas sprawowała nadzór nad lożami. Negocjacje nad powstaniem obediencji prowadził w Londynie Hipólito José da Costa. W 1804 roku odbyło się pierwsze zebranie, na którym wybrano wielkiego mistrza: sędziego sądu apelacyjnego Sebastião José de São Paio de Melo e Castro Lusignana (wnuka markiza Pombala). W 1806 uchwalono pierwszą konstytucję masońską. Liczba wolnomularzy wynosiła wówczas około 200 osób.
Masoneria była prześladowana tak przez władze portugalskie, które oskarżały ją o zdradę stanu, jak i przez interwentów francuskich. Kolejna fala represji przyszła w latach 1809–1810, jednak wkrótce zakon się odrodził: powstały m.in. loże w Lizbonie i Santarém. W 1817 nastąpiły kolejne prześladowania, w wyniku których stracony został wielki mistrz Gomes Freire de Andrade (za udział w konspiracji antypaństwowej). Prawo z 1818 zakazywało działalności wszystkich tajnych towarzystw, nawet pod groźbą konfiskaty mienia lub kary śmierci. Wolnomularstwo portugalskie zeszło do podziemia. Podczas rewolucji liberalnej w 1820 znaczną część konspiratorów stanowili masoni. W wyniku zmian politycznych masoneria została zalegalizowana, a liczba lóż wzrosła zarówno w stolicy, jak i na prowincji. W 1821 uchwalono nową konstytucję masońską, jednak po 1823 masoneria znów została poddana prześladowaniom. Triumf wolnomularzy nastąpił w 1834, gdy niektórzy z nich objęli funkcje rządowe. Rozpoczął się okres rozkwitu masonerii, który trwał do 1926. W 1869 doszło do zjednoczenia trzech z czterech obediencji: Wielkiego Wschodu Portugalskiego (Grande Oriente Português, GOP), który powstał z Wielkiego Wschodu Portugalii (Grande Oriente de Portugal, GOP), Wielkiej Loży Portugalskiej (Grande Loja Portuguesa, GLP), Konfederacji Masońskiej (Confederação Maçónica) i Federacji Masońskiej (Federação Maçónica), wraz z Wielkim Wschodem Luzytańskim (Grande Oriente Lusitano) i Wschodem Rytu Szkockiego (Oriente do Rito Escocês) – powstał wówczas Zjednoczony Wielki Wschód Luzytanii (Grande Oriente Lusitano Unido, GOLU) na czele z księciem Parati (1869–1881). W 1872 do GOLU dołączyła Wielka Loża Prowincjonalna Wschodu Irlandzkiego (Grande Loja Provincial do Oriente Irlandês). Kilkakrotnie dochodziło do rozłamów w łonie GOLU, jednak generalnie masonerii portugalskiej udało się zachować jedność.

## I Republika Portugalska
W okresie I Republiki Portugalskiej (1910–1926) wpływy masonerii w społeczeństwie wzrosły. Przynależność do loży stawała się często przepustką do objęcia wysokich stanowisk państwowych i urzędniczych. W krótkim okresie liczba braci podwoiła się do 4 tys. Wśród posłów do Zgromadzenia Republiki około połowy stanowili masoni, podobnie jak w pierwszym rządzie tymczasowym (1910–1911). Procent ten utrzymał się aż do lat 20. Wśród prezydentów republiki (1910–1926) trzech było wolnomularzami: Bernardino Machado, Sidónio Pais i António José de Almeida. Znany z antyklerykalnych poglądów Afonso Costa również przynależał do masonerii.
W 1914 w łonie GOL nastąpił podział na skutek konfliktu między władzami uchwałodawczymi a wykonawczymi. Część Najwyższej Rady GOL, skonfliktowana z wielkim mistrzem i jego zastępcą, powołała własną obediencję pod nazwą Grémio Luso-Escocês z siedzibą w Lizbonie. Na jej czele stanął były wielki mistrz GOL generał Luís Augusto Ferreira de Castro. Do nowej instytucji przeszło ok. 1/3 wolnomularzy portugalskich. Politycznie związani byli z mniej radykalnym skrzydłem republikanów, popierając rządy Sidónio Paisa. Z kolei wśród rewolucjonistów z 1915 (przeciwko dyktaturze konserwatystów) znaleźli się w większości wolnomularze z GOL: Norton de Matos, Sá Cardoso, Freitas Ribeiro i Afonso Costa. Wielki mistrz GOL i jego zastępca objęli urzędy ministra oświaty i premiera. W latach 20. zastępca wielkiego mistrza GOL i przewodniczący Partii Demokratycznej António Maria da Silva pełnił przez ponad dwa lata funkcję premiera. Na skutek rozczarowania nowymi rządami i konfliktów w łonie masonerii liczba braci GOL spadła w 1919 roku do 1807 (w 88 lożach). Z drugiej strony GLE posiadało w 1919 roku 30 lóż, zaś trzy lata później – 23. W 1926 roku, na skutek zmiany sytuacji politycznej w kraju, nastąpiło ponowne zjednoczenie obu ugrupowań masońskich. GOL przybrał w tym okresie nazwę Zjednoczony Wielki Wschód Luzytanii (Grande Oriente Lusitano Unido, GOLU). Niektórzy bracia z GLE (w tym Ferreira de Castro) pozostali jednak poza strukturami zjednoczonego wolnomularstwa. Ciosem dla masonerii okazał się przewrót wojskowy z 1926 roku i rozpoczęcie dyktatury.

## Okres dyktatury narodowej (1926-1932)
Pod koniec 1926 do zjednoczonej już masonerii należało 3153 osób skupionych w 115 lożach i trójkątach. Na jednego masona przypadało wówczas 2 tys. mieszkańców, co sytuowało Portugalię pośrodku stawki europejskiej. W wyniku przewrotu wojskowego z 28 maja 1926 masoneria nie ucierpiała bezpośrednio, co więcej, generał Carmona był wolnomularzem. Do 1929 wolnomularstwo miało w zasadzie wolną rękę w działaniu. Mimo to znaczną część uczestników powstania z 1927 wymierzonego w dyktaturę stanowili masoni. 16 kwietnia 1929 nastąpiło najście członków Narodowej Gwardii Republikańskiej i osób cywilnych na gmach mieszczący siedzibę GOL, podczas którego zaaresztowano osoby znajdujące się w budynku (z wyjątkiem wojskowych). W latach 1929–1930 masoni postanowili zamknąć Pałacyk Masoński (Palácio Maçónico) w Lizbonie. W grudniu 1929 wybrano generała Nortona de Matosa wielkim mistrzem GOL, który postanowił nadać masonerii bardziej aktywne i ofensywne oblicze. Nie zmieniło to jednak trudnego położenia GOL, który zaczął chylić się ku upadkowi: wiele lóż zaprzestało działania w związku z niewielką aktywnością członków, przestał wychodzić Biuletyn Wielkiego Wschodu (1931), spadła liczba braci i lóż (w obu przypadkach o połowę w stosunku do 1926). Zaznaczył się niechętny stosunek państwa do masonerii.

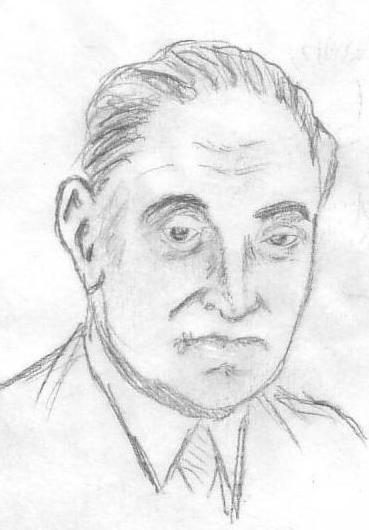
W okresie dyktatury Salazara masoneria była zakazana (1935–1974).

## Likwidacja i działalność w podziemiu
19 stycznia 1935 poseł do Zgromadzenia Narodowego José Cabral wniósł projekt prawa zakazującego w Portugalii działalności stowarzyszeń sekretnych, w tym masonerii. Uczniowie i studenci, kandydaci na urzędników i działaczy państwowych zmuszeni byli zadeklarować pod przysięgą, że nie mają związków z wolnomularstwem lub je zerwali. Przeciwko nowym regulacjom zaprotestował w liście do przewodniczącego Zgromadzenia José Alberto dos Reis wielki mistrz Norton de Matos. W obronie masonerii wystąpił również w „Diário de Lisboa” Fernando Pessoa. Ostatecznie ustawa została uchwalona na posiedzeniu Zgromadzenia w dniu 6 kwietnia 1935. W wyniku ustawy wpływy masonerii w społeczeństwie portugalskim znacząco osłabły, choć nie wygasły. Masoneria borykała się z brakiem pomocy ze strony obediencji zagranicznych. Niektóre loże działały na emigracji.

## Wyjście z podziemia i ponowne zapalenie światła
W wyniku rewolucji goździków z 1974 na czele rządu tymczasowego stanął profesor Adelino da Palma Carlos (członek Wielkiego Wschodu Luzytanii), a masoneria została ponownie zalegalizowana. Liczyła wówczas 100 osób. Zwrócono jej część dóbr skonfiskowanych przez reżim Salazara (m.in. Pałacyk Masoński, Palácio Maçónico, który poddano rekonstrukcji). Na grudzień 1974 dekretem wielkiego mistrza GOL Luis Rebordão zostały zarządzone wybory władz obediencji. Powstawały nowe loże, rozpoczął się stopniowy wzrost liczby braci, nawiązano kontakty międzynarodowe z innymi obediencjami, szczególnie z iberyjskimi, latynoamerykańskimi i francuskimi (m.in. poprzez utworzony w 1980 roku urząd sekretarza ds. stosunków międzynarodowych). W 1977 przywrócono ulicy Travessa do Guarda-Mor w Lizbonie nazwę, którą nosiła do 1935: Grémio Lusitano. Wśród braci znaleźli się również politycy III Republiki, w tym m.in. minister spraw społecznych António Arnaut (później wielki mistrz GOL). Masoneria włączyła się w działalność społeczną, naukową i kulturalną. W 1984 nastąpił rozłam, który doprowadził do powstania Wielkiej Loży Regularnej Portugalii (Grande Loja Regular de Portugal, GLRP) „rytu szkockiego”. W 1997 z loży tej powstała Wielka Loża Legalna Portugalii/Wielka Loża Regularna Portugalii (GLLP/GLRP). W 2004 na jej bazie utworzono Wielką Lożę Tradycjonalną Portugalii (Grande Loja Tradicional de Portugal, GLTP). Oprócz wyżej wymienionych istnieje również masoneria żeńska (Wielka Loża Kobieca Portugalii; Grande Loja Feminina de Portugal, GLFP), a także loża praw człowieka (Maçonaria do Direito Humano, MDH). Obecnie liczba masonów w kraju wynosi ok. 2 tys. W latach 2000–2010 wzrosła dwukrotnie, choć nigdy nie osiągnęła liczby z okresu I Republiki.

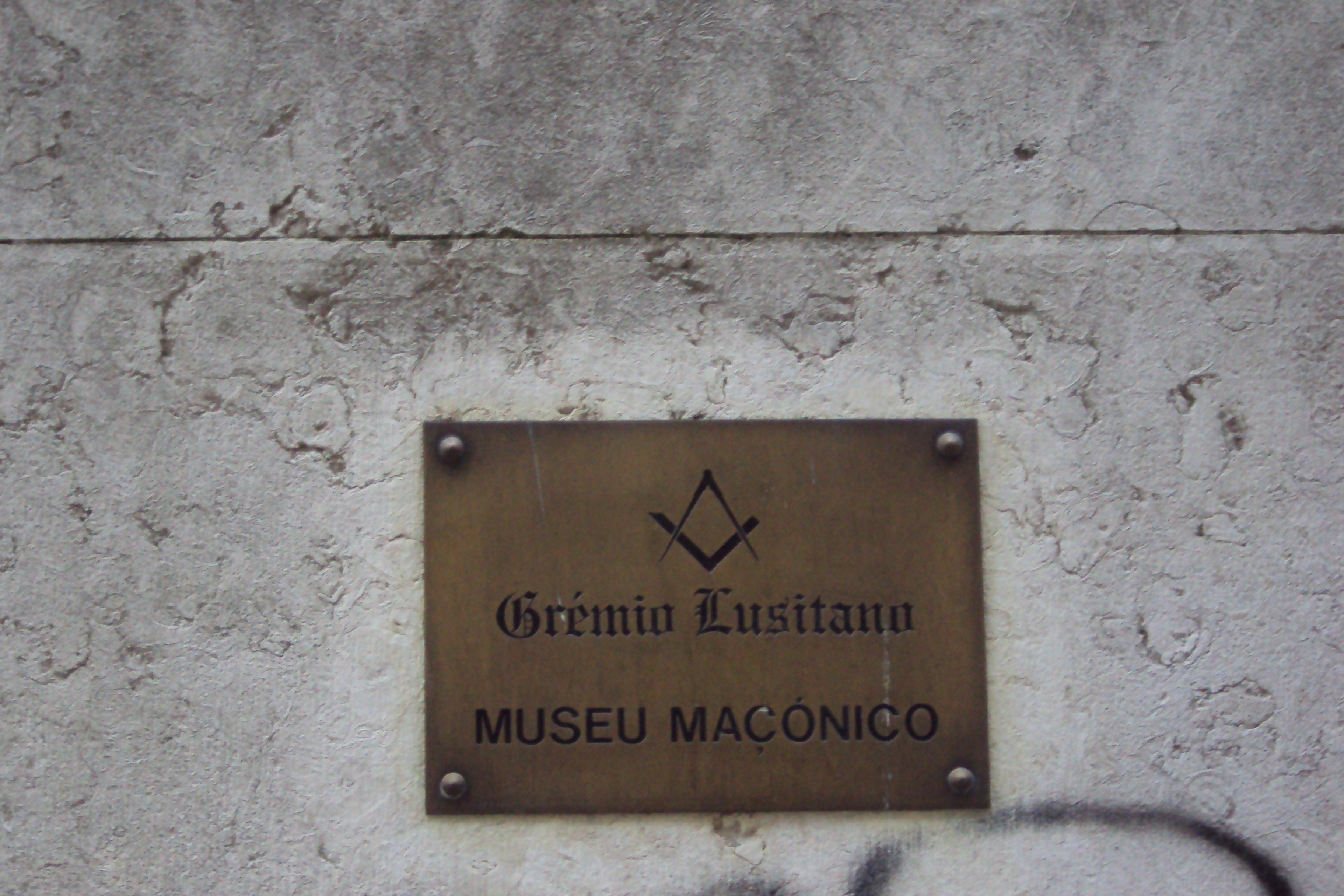
Tabliczka przed wejściem do Muzeum Masońskiego.

## Działalność współczesna
Od 2005 wielkim mistrzem GOL jest António Reis. W 2002 Wielki Wschód Luzytanii obchodził jubileusz 200 rocznicy powstania. Z tej okazji poczta portugalska (CTT Correios de Portugal S.A.) emitowała specjalny znaczek pocztowy. Organizacja jest aktywna społecznie, w 2010 jej wielki mistrz został zaproszony przez przewodniczącego Komisji Europejskiej do debaty na temat walki z ubóstwem w Europie, wziął również aktywny udział w obchodach 100-lecia Republiki Portugalskiej. Wypowiada się w sprawach politycznych.
Od 1984 działa w Lizbonie przy ul. Grémio Lusitano 25 Muzeum Masońskie (Museu Maçónico Português). W 1873 powstała Biblioteka Masońska, reaktywowana po 1974 (w siedzibie GOL). GOL wydaje również własne pismo „Grémio Lusitano”.